# 가스미촌 (도코도 니시타마군)
가스미촌(霞村)은  가나가와현, 도쿄부, 도쿄도 니시타마군에 일찍이 존재했던 촌이다.

## 지리
현재의 오메시의 동부에 해당한다.

## 역사
- 1889년 4월 1일 - 정촌제 시행에 수반해 가나가와현 니시타마군 가스미촌이 성립하였다.
- 1893년 4월 1일 - 도쿄부에 이관되었다.
- 1943년 7월 1일 - 도쿄도로 승격되었다.
- 1951년 4월 1일 - 오메정, 조후촌과 합병해 오메시가 성립하여, 동일 가스미촌은 폐지되었다.

## 인구
| 1913년 | 6,622  |
| 1920년 | 6,261  |
| 1925년 | 6,578  |
| 1930년 | 6,812  |
| 1935년 | 7,035  |
| 1940년 | 7,294  |
| 1947년 | 9,862  |
| 1950년 | 10,403 |

## 참고문헌
- 大日本篤農家名鑑編纂所編『大日本篤農家名鑑』大日本篤農家名鑑編纂所、1910年。
- 東京都西多摩郡役所『東京府西多摩郡第一囘郡勢一斑』、東京都西多摩郡役所、1914年11月。
- 臨時国勢調査局『国勢調査速報. 世帯及人口』、帝国地方行政学会、1920-1921年。
- 内閣統計局『国勢調査報告. 大正14年 第3巻』、内閣統計局、1926年。
- 東京府知事官房調査課『東京府市町村勢要覧. 昭和6年9月刊』、東京府、1931年。
- 東京府総務部調査課『東京府市町村勢要覧. 昭和11年12月刊』、東京府総務部調査課、1936年。
- 東京府総務部調査課『東京府市町村勢要覧. 昭和16年刊行』、東京府総務部調査課、1941-1942年。
- 総理庁統計局『臨時国勢調査結果報告. 昭和22年 第2』、1948年。
- 大蔵省印刷局『官報. 1951年02月10日』、日本マイクロ写真、1951年。
- 角川日本地名大辞典編纂委員会『가도카와 일본 지명 대사전 13 東京都』、가도카와 쇼텐、1978年、ISBN 4040011309。
- 東京都青梅市 (1979). 《旧新町字 旧新地番 対照表 昭和54年4月1日施行（昭和52年2月5日現在地番）》. 다음 글자 무시됨: ‘和書’ (도움말)。
- 青梅市史編さん委員会 (1995년 10월 20일). 《増補改訂 青梅市史 下巻》. 다음 글자 무시됨: ‘和書’ (도움말)。
- 日本加除出版株式会社編集部『全国市町村名変遷総覧』、日本加除出版、2006年、ISBN 4817813180。